# Kazakistan
Il Kazakistan (in kazako Қазақстан?, Qazaqstan; in russo Казахстан?, Kazachstan), ufficialmente Repubblica del Kazakistan (in kazako Қазақстан Республикасы?, Qazaqstan Respublikasy; in russo Республика Казахстан?, Respublika Kazachstan), è uno Stato transcontinentale a cavallo tra Asia ed Europa; i territori geograficamente asiatici costituiscono la maggior parte del paese. La sua capitale è Astana e la sua città più popolosa è Almaty.
Il territorio del Kazakistan fu storicamente abitato da popoli nomadi. Nell'antichità gli sciti nomadi abitavano questa terra e l'Impero persiano achemenide si espanse verso il territorio meridionale del paese moderno. I nomadi turchi, che fanno risalire i loro antenati a molti stati turchici come il Khaganato turchico, hanno abitato il paese nel corso della sua storia. Nel XIII secolo il territorio fu soggiogato dall'Impero mongolo sotto Gengis Khan. Nel XVI secolo i cazachi acquisirono individualità come gruppo etnico, il quale era diviso in tre jüz (gruppi di tribù con antenati comuni le quali occupano territori specifici).
I russi iniziarono ad avanzare nella steppa cazaca nel XVIII secolo e a metà del XIX secolo governavano nominalmente tutto il Kazakistan come parte dell'Impero russo. Dopo la rivoluzione russa del 1917 e la successiva guerra civile, il territorio del Kazakistan entrò a far parte dell'Unione Sovietica che, nel 1936, ivi istituì la Repubblica Socialista Sovietica Kazaka, status tenuto fino a tutto il 1991, anno dello scioglimento dell'URSS, a seguito del quale essa fu l'ultima repubblica dell'ex Unione a dichiarare l'indipendenza da Mosca.
Confina a est con la Cina, a ovest e nord con la Russia e a sud con Kirghizistan, Uzbekistan e Turkmenistan.
Si affaccia inoltre per più di 1400 km sul Mar Caspio, unico bacino salato del quale esso sia costiero: il Kazakistan è il più esteso Paese al mondo senza accesso al mare. Uno dei simboli più importanti del paese è la dombra, uno strumento tradizionale simile al liuto.

## Etimologia
Il nome Kazako deriva dalla lingua turca e significa "indipendente, libero, vagabondo", il che riflette la cultura nomade dei cazachi. Il suffisso persiano -stan significa "terra": quindi il Kazakistan può essere tradotto letteralmente come "Terra dei vagabondi".
Forme desuete in italiano sono Cazacchia, Kazahstan, Kazachstan, Casakstan, Cosacchistan, Cosacchia o ancora repubblica dei Cosacchi.

## Storia
La storia antica del Kazakistan è caratterizzata da un'assenza di fonti scritte sino al XV secolo, risultando quindi fondamentale la ricerca archeologica per i periodi precedenti; la ricerca però rimane carente per quelle informazioni e le datazioni precise riscontrabili solo in testi scritti.

### Preistoria
La regione fu frequentata già a partire dal paleolitico inferiore da due differenti culture. La prima originaria della zona di Karatau con arnesi simili a quelli in pietra ritrovati nelle regioni dell'Asia sud-occidentale. La seconda sviluppatasi nel Kazakistan settentrionale con caratteristiche analoghe nella lavorazione della pietra.
Durante l'età dei metalli iniziarono a svilupparsi le prime culture. La cultura andronoviana (età del bronzo) sviluppò l'agricoltura e l'allevamento già introdotte nel neolitico. Nell'insediamento di Botaj nei pressi di Petropavlovsk (ora Petropavl) di epoca eneolitica si sviluppò l'allevamento degli equini. Le popolazioni vivevano in abitazioni seminterrate con muri in argilla e tetti di tronco d'albero con rami ricoperti sempre d'argilla.
Tra il XVII e il IX secolo a.C. si svilupparono insediamenti stanziali dediti alla pastorizia. In questo periodo si documentano i primi carri a ruote trainati da cavalli o cammelli.

### Epoca storica antica
La prima fondamentale evoluzione storica, come detto solo attribuibile a rilievi archeologici, è lo sviluppo di società dell'età del bronzo.
Lo sviluppo dell'età del bronzo in una società, sino ad allora e da tempo immemorabile, di allevatori dediti alla transumanza trasformò l'economia di tutta la regione, le comunità dei villaggi stanziali si trasformarono in seminomadi con culture spesso simili, ma differenziate. Tra queste si possono segnalare i Tasmola (V-III secolo d.C.) del Kazakistan centrale, i Saka (VII-VI secolo d.C.) e i Kanguj (III a.C. - VI d.C.) del Kazakistan meridionale, i Sauromati nel Priural' meridionale, Wusun (III a.C. - VI d.C.) nel Semireč'e e i Sarmati (III a.C. - VI d.C.) nel Kazakistan occidentale.
Queste popolazioni comunque in continuo spostamento aumentarono i contatti, e quindi gli scambi, tra l'Asia mongola, gli altipiani iranici e l'Europa orientale. Alcune popolazioni, come i Sarmati, vennero in contatto con l'Impero romano sino a emigrare in parte nell'antico impero che controllava il Mar Mediterraneo. Altre popolazioni forse più tarde ma generate dal crogiolo di culture nomadi della steppa asiatica, nel quale il Kazakistan attuale era un punto di passaggio obbligato, attraversarono la steppa russa sino a fermarsi ai limiti dell'impero, come gli Sciti, o penetrarono in esso provocando distruzioni e razzie come nel caso degli Unni.

### Alto Medioevo
Nell'Alto Medioevo si assiste a uno stanziamento e a un inurbamento delle popolazioni nella zona meridionale del Kazakistan. Dal VI all'XI secolo la zona nord-occidentale fu occupata dall'Impero cazaro. I fattori scatenanti furono sicuramente due: la realizzazione di una via stabile per il commercio (Via della Seta) e lo svilupparsi di reti di insediamenti sogdiani, popolazioni prevalentemente stanziali. Gli attuali popoli originari della regione derivano da etnie turco-mongole (anche se si possono trovare comunque persone native cazache di aspetto europoide, probabilmente discendenti delle originarie popolazioni iraniche dell'Asia centrale), esse facevano parte dell'antico impero oirato. Nel IX secolo vi fu l'islamizzazione dell'intera area, per opera dei Persiani Samanidi. Nel XIII secolo passò nella regione l'invasione che portò i mongoli alla soglia dell'Europa, distruggendo i regni formatisi in precedenza.

### I khanati
I cazachi riuscirono a costituirsi in uno Stato intorno al 1470, quando i sultani Janibek Khan e Girei riuscirono a unificare stirpi diverse di popolazioni seminomadi in un'unica etnia nella parte sud-occidentale dell'attuale regione. Nel XVI secolo si formarono numerosi khanati, che controllarono un vasto territorio dell'Asia centrale: in particolare, il Khanato di Bukhara, poi diventato Emirato, il Khanato di Khiva e il Khanato di Kokand, situati tra il Mar Caspio e la valle del Ferghana, attualmente divisa tra Tagikistan, Kirghizistan e Uzbekistan.

L'invasione dei Calmucchi distrusse il Regno kazaco. A essi seguirono altri invasori provenienti dall'est, i quali imperversarono nel territorio dell'Asia centrale tra il XVII e il XVIII secolo. Nonostante le invasioni, i khanati mantennero la loro influenza, registrando un forte sviluppo sotto il governo di Qasim Khan. Il regno resistette sino al 1718; con la morte di Tywka, ultimo khan dei cazachi, il potere passò nelle mani di khan provenienti dalle steppe mongole.

### L'influenza russa
La frammentazione del potere e la divisione delle tribù agevolò l'influenza russa sviluppatasi a partire dal 1781. I diversi gruppi lottarono per l'indipendenza, ma furono duramente repressi sino all'annessione all'Impero russo tra il 1820 e il 1850. Alla fine dell'annessione vi fu un processo di russificazione del paese con un afflusso di contadini russi nelle nuove terre conquistate. Con la dissoluzione dell'Impero russo e l'imminente Rivoluzione d'ottobre molti territori svilupparono movimenti nazionalisti e indipendentisti. Anche il Kazakistan ebbe in quel periodo un movimento nazionale di ispirazione islamica denominato Alash Orda che proclamò la propria indipendenza (Autonomia di Alash) nel dicembre del 1917 e controllò parte del territorio sino al maggio del 1919. A partire dal 1919 il territorio entrò definitivamente nell'area sovietica, come Repubblica Socialista Sovietica Kazaka parte integrante della futura Unione Sovietica.
Per il Kazakistan iniziò un'età di scolarizzazione e alfabetizzazione di massa, e di forte industrializzazione connessa all'urbanizzazione del territorio, arido e selvaggio.
Nel 1920 parte del territorio si organizzò in repubblica autonoma russa e a partire dal 5 dicembre 1936 si trasformò in Repubblica Socialista Sovietica adottando gli attuali confini. Il 26 marzo fu adottata la nuova bandiera di stato rossa con falce e martello in asta e fascia azzurra orizzontale nella parte bassa. Il Kazakistan come tutte le ex repubbliche sovietiche, esclusi i Paesi baltici, anche dopo aver ottenuto l'indipendenza, è influenzato notevolmente dalla Russia soprattutto in economia, ricerca militare, spaziale missilistica e per il fatto che la Russia è il suo maggior partner commerciale.

### L'indipendenza
Il 25 ottobre 1990 il Kazakistan proclamò la sua sovranità e si dichiarò indipendente dall'Unione Sovietica il 16 dicembre 1991, aderendo alla Comunità Stati Indipendenti (CSI). Il parlamento elesse lo stesso anno Nursultan Nazarbaev presidente assoluto. Il 2 marzo 1992 aderì all'ONU e nel maggio dello stesso anno divenne membro dell'UNESCO. Il 4 giugno 1992 adottò la nuova bandiera nazionale di colore celeste con un sole raggiante e un'aquila della steppa di colore giallo posti al centro. Fu alzata per la prima volta il 6 giugno.
Nel 1994 si svolsero nuove elezioni legislative che videro vincitore il Partito d'Unità Nazionale del presidente in carica. Le contestazioni dell'opposizione provocarono un'invalidazione delle elezioni da parte della Corte Costituzionale e una reazione del presidente Nazarbaev che sciolse il parlamento attribuendosi per decreto il potere legislativo. Il 30 agosto 1995 fu adottata la nuova costituzione che aumentò i poteri presidenziali e nel dicembre dello stesso anno si svolsero nuove elezioni legislative e vennero create due camere parlamentari: il Senato e il Májilis. Sempre lo stesso anno s'istituì un referendum per prorogare il mandato presidenziale sino al 2001, rendendolo di fatto vitalizio. Nel 1995 venne firmato un trattato con Uzbekistan e Kirghizistan per l'istituzione d'uno spazio economico comune.
Nel 1997 il governo trasferì la capitale ad Astana; precedentemente la capitale era Almaty, la città più popolosa del Kazakistan, fino al 1993 denominata "Alma-Ata" (Алма-Ата[?]).

### Il XXI secolo
Dal gennaio 2010, per un anno, il Kazakistan detiene la presidenza dell'Organizzazione per la sicurezza e la cooperazione in Europa (OSCE). È la prima nazione proveniente dall'Unione Sovietica e a maggioranza asiatica e musulmana a dirigere l'OSCE.
Il 20 marzo 2019 il governo decide di rinominare la capitale Astana in Nur-Sultan, come omaggio a Nursultan Nazarbaev, presidente del Kazakistan per trent'anni, e che si dimette lo stesso giorno. Come nuovo presidente è nominato Qasym-Jomart Toqaev.
Le elezioni legislative del 2021, boicottate dai partiti di opposizione, sono vinte dal partito di governo Nur Otan.
Nel 2022, il Kazakistan, nonostante l'alleanza con la Russia, si schiera contro il conflitto ucraino, impegnandosi a sostenere l'Unione europea nella stabilizzazione dell'economia; per questo un tribunale russo ha ordinato la sospensione per trenta giorni delle attività del Consorzio dell'oleodotto del Caspio, organismo consortile che gestisce il trasporto del petrolio estratto dai giacimenti dell'area occidentale del Kazakistan fino al porto russo di Novorossijsk, sul Mar Nero.

### Rivolta kazaka del 2022
Nel 2022 scoppia la rivolta popolare contro il governo kazako a causa della crisi economica-finanziaria del paese, degli aumenti dei prezzi delle materie prime, degli alimentari e del costo della vita. Il popolo kazako dall'inizio di gennaio è sceso in piazza e ha preso d'assalto i palazzi di governo, dando l'inizio agli scontri. L'Organizzazione del trattato di sicurezza collettiva interviene per sedare le sommosse, con l'invio di oltre 2 000 soldati russi.
In seguito a queste proteste, il presidente Qasym-Jomart Toqaev prende le distanze dal governo di Nazarbaev, licenziando l'intero governo kazako e accusando l'ex presidente Nazarbaev di aver creato una classe di persone ricche anche per gli standard internazionali.
Nel giugno 2022 si tiene un referendum costituzionale che toglie alcuni privilegi concessi a Nazarbaev, compreso il titolo di "guida della nazione".

## Geografia

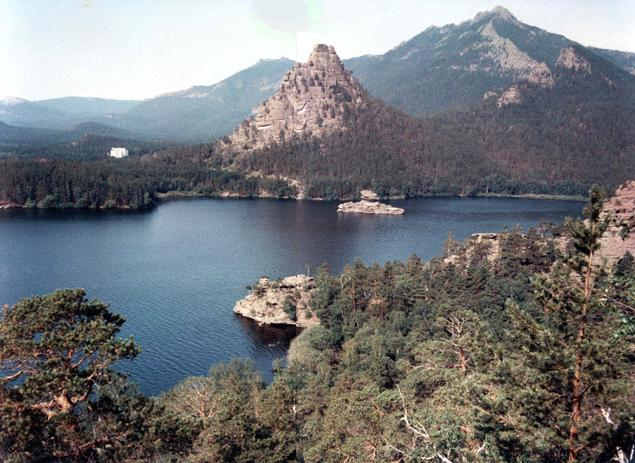
Il Parco Nazionale di Burabay nella regione di Aqmola

Il Kazakistan è un paese transcontinentale, a cavallo tra Europa e Asia, essendo il suo territorio attraversato dal fiume Ural, che convenzionalmente è considerato il confine tra i due continenti: a est del suo corso si estende l'Asia, ad ovest l'Europa. Politicamente è considerato uno Stato asiatico, anche perché sia la capitale, sia la maggior parte del territorio ricadono in Asia.

### Localizzazione geografica e confini

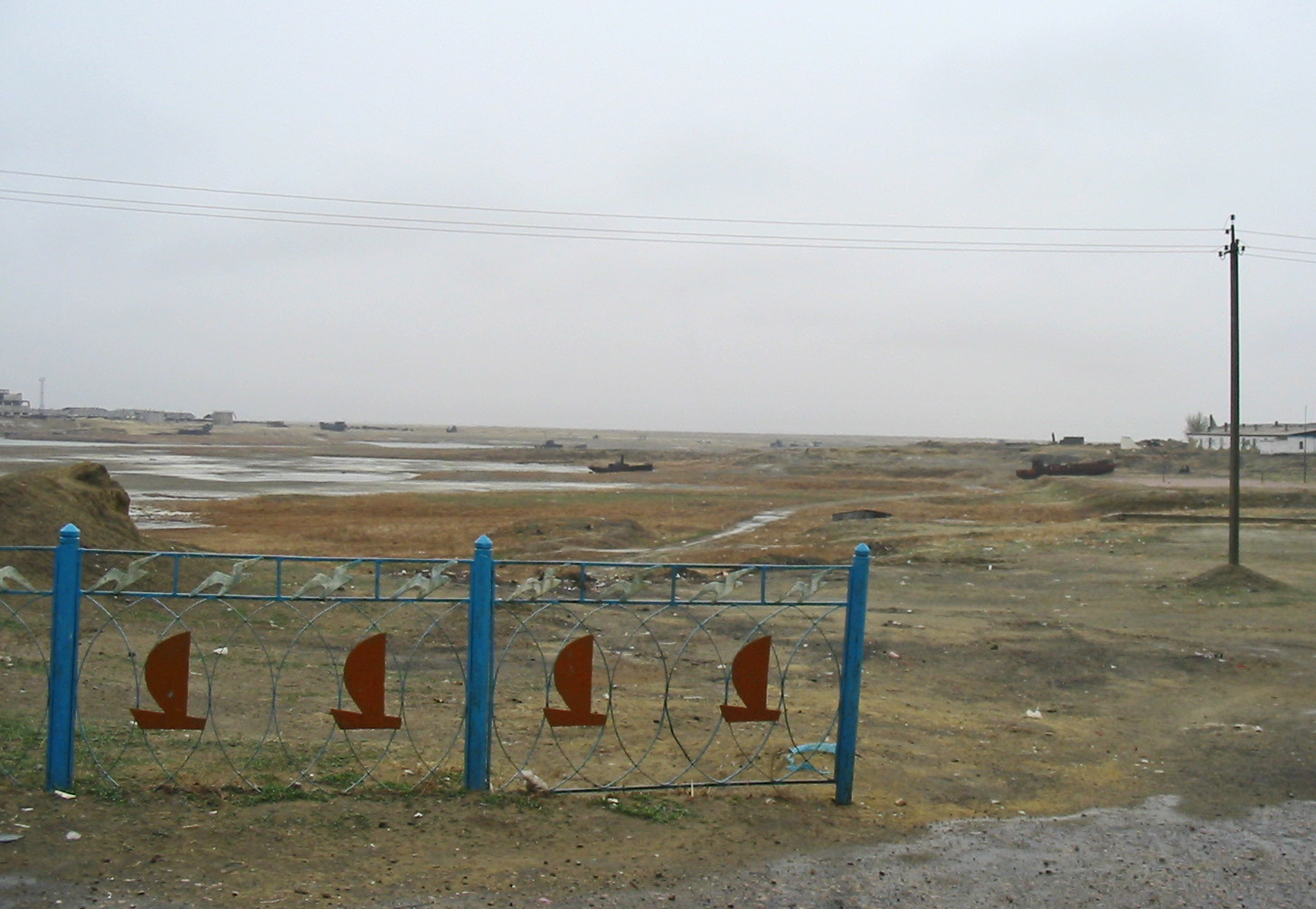
Quel che rimane del porto di Aral, una volta situata sulle rive del lago d'Aral

Con i suoi 2,7 milioni di km², il Kazakistan è al nono posto tra i più vasti paesi del mondo e ha una superficie pari circa a quella dell'Europa occidentale. Il suo confine con la Russia, a nord e a ovest, lungo 6846 km, è uno dei più lunghi al mondo, secondo solo a quello tra Canada e Stati Uniti. Confina inoltre con il Turkmenistan, l'Uzbekistan e il Kirghizistan a sud, e con la Cina a est. Ha una lunga fascia costiera (1894 km) sul Mar Caspio e una molto più ristretta, di un migliaio di km, sul lago d'Aral, che condivide con l'Uzbekistan.

### Morfologia
Il paese è principalmente pianeggiante, se si escludono le pendici montuose orientali e sud-orientali. Il Kazakistan sud-orientale occupa l'estremità settentrionale del Tian Shan e il monte Khan Tengri (7010 m), uno dei più alti picchi del Tian Shan, segna il confine tra la Cina, il Kazakistan e il Kirghizistan. A cavallo del confine, poco più a ovest, ci sono le catene montuose di Küngey Alatau, Zailijski Alatau, Kirghiz Alatau e Talassky Alatau, catene minori del Tian Shan che superano in molti punti i 4000 m.
Il confine orientale che divide il Kazakistan dalla Cina è un susseguirsi di catene montuose e di gole attraversate da strade o dalla ferrovia. Più a nord ci sono le colline Tarbagataj (tra i 2000 e i 3000 m) ed, a nord delle sorgenti del fiume Irtyš, i monti Altaj (oltre 4000 m) che si estendono in parte oltre che in Kazakistan anche in Russia, Mongolia e Cina. Al di fuori di questi territori gli unici altri rilievi notevoli del paese sono le colline Karatau, che in realtà sono un prolungamento del Tian Shan a nord-ovest di Taraz e di Şımkent, e una serie di altipiani che si estendono a ovest delle colline Tarbagataj e che in alcuni punti superano i 1 000 m, come avviene per le colline Shyngghystau a sud di Semey. Il nord del paese è pianeggiante, costituito soprattutto da steppa, spoglio di alberi, anche se la maggior parte della prateria originaria è stata trasformata in coltivazioni di grano o di altre piante alimentari. Più a sud la steppa diventa sempre più arida, trasformandosi in deserto od in semi deserto (con arbusti sparsi) su buona parte del terzo meridionale del paese.
L'altopiano di Ustyurt, un deserto sassoso, si estende dal lago d'Aral verso il Mar Caspio; a sud-est del lago d'Aral c'è il deserto di Kyzylkum che si divide tra il Kazakistan e l'Uzbekistan; il deserto argilloso di Betbakdala si estende tra il lago d'Aral e il lago Balkash; più a sud c'è il deserto di Muyunkum e a sud del lago Balkash c'è il deserto Sary Ishikotrau.

### Idrografia
I fiumi più importanti sono il Syr-Darya (l'antico Jassarte/Jaxartes), che scorre verso nord-ovest attraverso il Kazakistan meridionale e termina nel lago d'Aral; l'Ural, che scorre verso sud dai monti Urali in Russia e sfocia nel Mar Caspio; l'Ili, che proviene dalla Cina e termina nel lago Balkash; l'Irtyš, che attraversa il nord-est del Kazakistan in direzione della Siberia; e infine l'Išim e il Tobol che attraversano il Kazakistan settentrionale in direzione nord e sono affluenti dell'Irtyš. Il lago Balqaš nella parte centro-orientale del paese è il quarto lago dell'Asia per superficie (17.400 km²), ma ha una profondità massima di soli 26 m. La metà orientale è salata mentre quella occidentale è di acqua dolce. Il lago Chagan è un cratere artificiale creato dal test nucleare Chagan risalente al 15 gennaio 1965, il lago ha una capacità di 100.000 m³.

### Clima
Come il resto della regione, il Kazakistan è caratterizzato da estati calde e da inverni molto freddi. Durante i mesi più caldi, luglio e agosto, le temperature massime mensili medie sono di 36 °C ad Almaty e di 38 °C a Semey.
Da novembre a marzo le mattine gelide sono frequentissime ad Almaty, e le temperature pomeridiane rimangono al di sotto degli 0 °C per almeno un pomeriggio su tre. Il terreno è coperto di neve in media per 111 giorni all'anno, mentre le cime dei monti Altaj sono innevate tutto l'anno. Di solito nebbia e foschia si dissolvono entro mezzogiorno. A Semey le mattine d'estate sono le uniche in cui il terreno non sia ghiacciato, mentre da ottobre ad aprile il ghiaccio è padrone. D'inverno non è raro che ci sia la neve, anche se nel caso delle pianure le precipitazioni di qualunque tipo sono molto scarse, la neve ghiacciata permane sul terreno in un sottile strato per 150 giorni all'anno. Le temperature medie giornaliere in gennaio sono di -2 °C ad Almaty e di -11 °C a Semey, mentre le temperature minime annuali possono arrivare a -26 °C ad Almaty e a -37 °C a Semey.
Le precipitazioni annue vanno da meno di 100 mm all'anno nei deserti a 1500 mm sui monti Altaj. Le precipitazioni estive nelle steppe sono dovute soprattutto a violenti temporali, che possono dare origine a brevi ma violente inondazioni locali.

## Popolazione

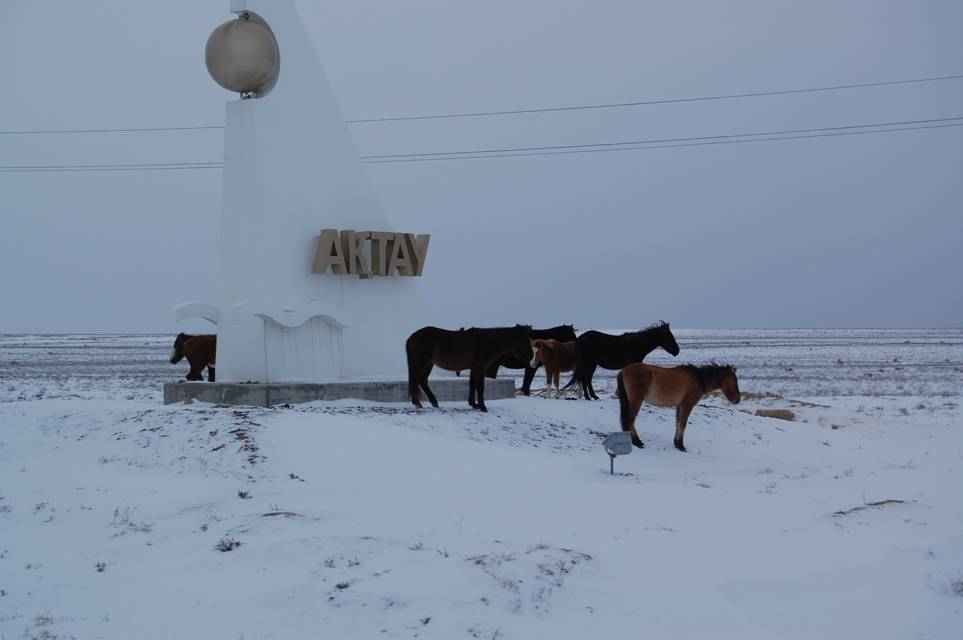
Cavalli nella regione di Mangghystau

Con la dissoluzione dell'Unione Sovietica erano presenti in numero paritario, poco meno del 40% della popolazione, etnie d'origine russa ed etnie di origine kazaka. Le prime immigrarono nel paese a partire dalla metà dell'Ottocento, le seconde traggono invece origine delle popolazioni nomadi presenti nell'Asia centrale. A questi gruppi principali s'aggiungono gruppi minori deportati durante il periodo sovietico, come gli Ucraini od i Tedeschi del Volga, o gruppi autoctoni quali Uzbechi, Tartari, Karatau, Zungari e Kirghisi. La necessità di scelta della cittadinanza con la dissoluzione sovietica ha portato una parte della popolazione a optare per la cittadinanza russa, soprattutto gli individui emigrati durante l'ultimo periodo sovietico. In conseguenza di questo cambiamento negli anni novanta del XX secolo vi fu un calo delle popolazioni di ultima immigrazione, come i russi e gli ucraini, e un conseguente aumento in percentuale delle popolazioni autoctone.

### Demografia

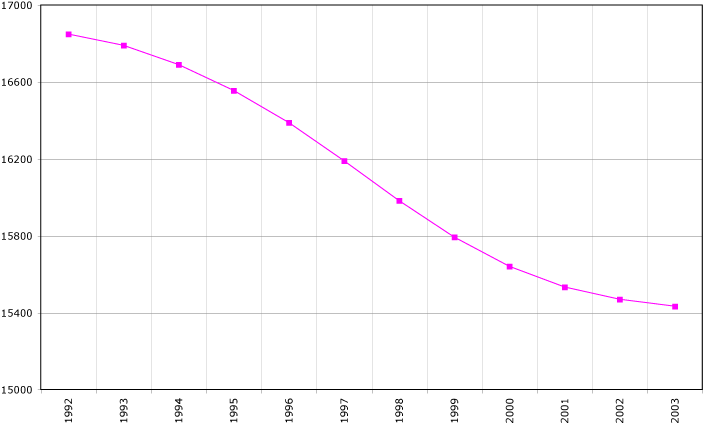
Evoluzione demografica dal 1992 al 2003

Evoluzione demografica del Kazakistan
- 1993: 17 093 000
- 1996: 16 741 519
- 2001: 14 841 900 (157ª nazione più popolosa al mondo. Densità: 6 ab/km²)
- 2010: 16 440 000
- 2020: 18 735 900[1]

### Etnie
I principali gruppi etnici del Kazakistan sono due: i kazaki e i russi. Seguono minoranze uzbeke, ucraine, uigure, tatare e tedesche, questi ultimi presenti un tempo in numero molto consistente. Infine vi si trovano etnie minori, quali i coreani, i turchi, gli azeri, i bielorussi, i dungani e altri ancora.
| Kazaki | 3 627 612 | 58,5      | 2 327 625 | 37,8      | 2 794 966 | 30,0      | 4 161 164  | 32,4       | 5 289 349  | 36,0       | 6 534 616  | 39,7       | 8 011 452  | 53,5       | 10 096 763 | 63,1       | 13 497 891 | 70,4       |
| Russi | 1 275 055 | 20,6      | 2 458 687 | 40,0      | 3 974 229 | 42,7      | 5 499 826  | 42,8       | 5 991 205  | 40,8       | 6 227 549  | 37,8       | 4 480 675  | 29,9       | 3 793 764  | 23,7       | 2 981 946  | 15,5       |
| Uzbeki | 129 407   | 2,1       | 120 655   | 2,0       | 136 570   | 1,5       | 207 514    | 1,6        | 263 295    | 1,8        | 332 017    | 2,0        | 370 765    | 2,5        | 456 997    | 2,9        | 614 047    | 3,2        |
| Ucraini | 860 201   | 13,9      | 658 319   | 10,7      | 762 131   | 8,2       | 930 158    | 7,2        | 897 964    | 6,1        | 896 240    | 5,4        | 547 065    | 3,7        | 333 031    | 2,1        | 387 327    | 2,0        |
| Uiguri | 11 631    | 0,2       | 35 409    | 0,6       | 59 840    | 0,6       | 120 784    | 0,9        | 147 943    | 1,0        | 185 301    | 1,1        | 210 377    | 1,4        | 224 713    | 1,4        | 290 337    | 1,5        |
| Tedeschi | 51 094    | 0,8       | 92 571    | 1,5       | 659 800   | 7,1       | 839 649    | 6,5        | 900 207    | 6,1        | 957 518    | 5,8        | 353 462    | 2,4        | 178 409    | 1,1        | 226 092    | 1,2        |
| Tatari | 79 758    | 1,3       | 108 127   | 1,8       | 191 802   | 2,1       | 281 849    | 2,2        | 312 626    | 2,1        | 327 982    | 2,0        | 249 052    | 1,7        | 204 229    | 1,3        | 197 489    | 1,0        |
| Azeri | 20        | 0,0       | 12 996    | 0,2       | 38 362    | 0,4       | 56 166     | 0,4        | 73 345     | 0,5        | 90 083     | 0,5        | 78 325     | 0,5        | 85 292     | 0,5        | 145 615    | 0,8        |
| Coreani | 42        | 0,0       | 96 453    | 1,6       | 74 019    | 0,8       | 78 078     | 0,6        | 91 984     | 0,6        | 103 315    | 0,6        | 99 944     | 0,7        | 100 385    | 0,6        | 107 569    | 0,6        |
| Turchi | 46        | 0,0       | 523       | 0,0       | 9 916     | 0,1       | 18 397     | 0,1        | 25 820     | 0,2        | 49 567     | 0,3        | 75 950     | 0,5        | 97 015     | 0,6        | 85 478     | 0,5        |
| Dungani | 8 455     | 0,1       | 7 415     | 0,1       | 9 980     | 0,1       | 17 283     | 0,1        | 22 491     | 0,2        | 30 165     | 0,2        | 36 945     | 0,2        | 51 944     | 0,3        | 78 817     | 0,4        |
| Bielorussi | 25 584    | 0,4       | 31 614    | 0,5       | 107 463   | 1,2       | 197 592    | 1,5        | 181 491    | 1,2        | 182 601    | 1,1        | 111 924    | 0,7        | 66 476     | 0,4        | 76 484     | 0,4        |
| Tagiki | 7 599     | 0,1       | 11 229    | 0,2       | 8 075     | 0,1       | 7 166      | 0,1        | 19 293     | 0,1        | 25 514     | 0,2        | 25 673     | 0,2        | 36 277     | 0,2        | 49 827     | 0,3        |
| Curdi |           |           | 2 387     | 0,0       | 6 109     | 0,1       | 12 299     | 0,1        | 17 692     | 0,1        | 25 425     | 0,2        | 32 764     | 0,2        | 38 325     | 0,2        | 47 880     | 0,3        |
| Polacchi | 3 742     | 0,1       | 54 809    | 0,9       | 53 102    | 0,6       | 61 355     | 0,5        | 61 136     | 0,4        | 59 956     | 0,4        | 47 302     | 0,3        | 34 057     | 0,2        | 35 319     | 0,2        |
| Chirghisi | 10 200    | 0,2       | 5 033     | 0,1       | 6 810     | 0,1       | 9 474      | 0,1        | 9 352      | 0,1        | 14 112     | 0,1        | 10 925     | 0,1        | 23 274     | 0,1        | 34 184     | 0,2        |
| Ceceni | 3         | 0,0       | 2 639     | 0,0       | 130 232   | 1,4       | 34 492     | 0,3        | 38 256     | 0,3        | 49 507     | 0,3        | 31 802     | 0,2        | 31 431     | 0,2        | 33 557     | 0,2        |
| Altri | 108 016   | 1,7       | 124 611   | 2,0       | 286 441   | 3,1       | 315 347    | 2,5        | 340 834    | 2,3        | 372 996    | 2,3        | 206 879    | 1,4        | 157 215    | 1,0        | 285 275    | 1,5        |
| Totale | 6 198 465 | 6 198 465 | 6 151 102 | 6 151 102 | 9 309 847 | 9 309 847 | 12 848 573 | 12 848 573 | 14 684 283 | 14 684 283 | 16 464 464 | 16 464 464 | 14 981 281 | 14 981 281 | 16 009 597 | 16 009 597 | 19 186 015 | 19 186 015 |
| 1 Escludendo l'oblast autonomo dei Caracalpachi; fonte: . 2 Fonte: . 3 Fonte: . 4 Fonte: . 5 Fonte: . 6 Fonte: . 7 Fonte: . 8 Fonte: Archiviato il 2 settembre 2022 in Internet Archive. |           |           |           |           |           |           |            |            |            |            |            |            |            |            |            |            |            |            |

### Religioni
Secondo il censimento del 2021, il 69,3% della popolazione è musulmana (in maggioranza sunnita) e il 17,2% è cristiana (in maggioranza ortodossa). Nel paese ci sono circa 2300 moschee, molte delle quali sono iscritte all'“Associazione Spirituale dei Musulmani del Kazakistan”. La religione cristiana ortodossa è diffusa principalmente tra i gruppi etnici russi, ucraini e bielorussi. Altri gruppi cristiani includono cattolici e protestanti. Il Natale ortodosso russo è riconosciuto come festa nazionale in Kazakistan. Altri gruppi religiosi includono l'ebraismo, l'induismo e il buddismo.

### Lingue
Le lingue ufficiali sono il kazako e il russo. Il kazako è una lingua turca e la lingua nazionale del paese. Si scrive con l'alfabeto cirillico ma si prevede però il passaggio all'alfabeto latino entro il 2025. Esiste già un alfabeto latino, ma al momento non è ampiamente utilizzato.

## Ordinamento dello Stato

Province e principali città del Kazakistan

### Suddivisioni amministrative
Il Kazakistan è suddiviso in 17 regioni (oblystar, al singolare oblysy) e 3 città a statuto speciale (qalalar e al singolare qalasy); le regioni sono poi ulteriormente suddivise in distretti (aýdandar).
Le 14 regioni sono:
- Abaj
- Almaty
- Aqmola
- Aqtöbe
- Atyrau
- Karaganda
- Kazakistan Occidentale
- Kazakistan Orientale
- Kazakistan Settentrionale
- Mangghystau
- Pavlodar
- Qostanay
- Qyzylorda
- Turkistan
- Ūlytau
- Zhambyl
- Zhetisu

Le tre città a statuto speciale sono:
- Almaty, l'antica capitale (in epoca sovietica chiamata Alma-Ata)
- Astana, l'attuale capitale (chiamata Nur-Sultan tra il 2019 e il 2022)
- Baıqońyr, detta la città dello Spazio, sede del cosmodromo di Bajkonur

#### Costituzione
La Costituzione del Kazakistan (Қазақстан Республикасының Конституциясы) risale al 30 agosto 1995.

#### Ordinamento scolastico
L’istruzione primaria di 4 anni e quella secondaria di 7 anni sono obbligatorie e pubbliche.

#### Università
Nel 1934 è stata fondata l'Al-Farabi Kazakh National University , nome dato in onore al filosofo Al-Farabi. L'università si trova ad Almaty. Particolarmente importanti sono inoltre l'Astana Medical University, la Nazarbayev University e la Kazakh University of Economics, Finance and International Trade, tutte con sede ad Astana.

#### Forze armate
Le forze armate del Kazakistan sono composte da circa 47.000 uomini. Dal punto di vista organizzativo, le forze armate sono divise in quattro distretti.

## Politica

### Politica interna

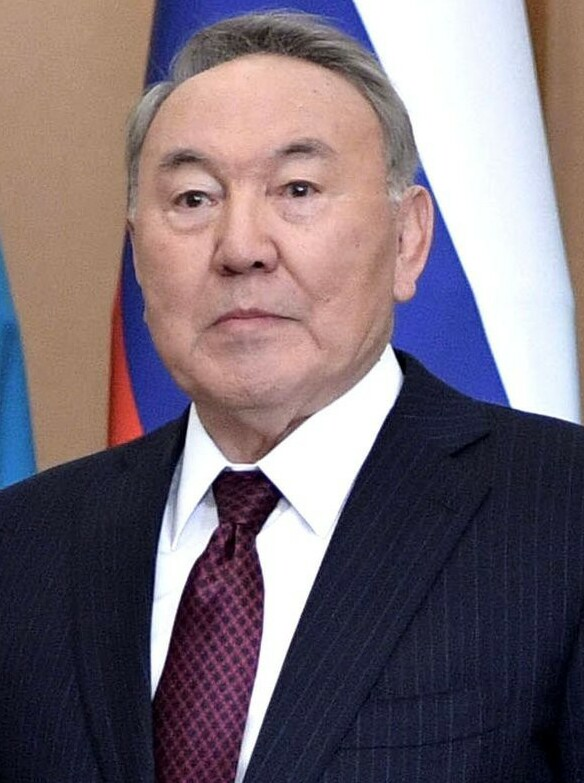
Nursultan Nazarbaev, presidente del Kazakistan dal 1991 al 2019

Il Kazakistan è una repubblica unitaria, di fatto monopartitica (dittatura), fortemente personalistica, creata e guidata da Nursultan Nazarbaev. Presidente dal 1991 fino alle sue dimissioni avvenute il 19 marzo 2019, in seguito lascia la carica al Presidente del Senato Qasym-Jomart Toqaev, che è stato confermato alle elezioni presidenziali del 9 giugno 2019. Nazarbaev ha mantenuto fino al 2022 il controllo del paese come capo del Consiglio di sicurezza nazionale. Il Kazakistan ha un parlamento bicamerale composto dal Májilis (la camera bassa) e dal senato (la camera alta).
Gli organi fondamentali dello Stato sono il presidente, di fatto vitalizio, il quale esercita poteri esecutivi, legislativi e giudiziari diretti; il senato, nominato dal presidente e dagli Enti amministrativi locali; la Majilis, specie di camera bassa dotata di poteri specificamente consultivi; la Corte costituzionale, di esclusiva nomina presidenziale. Tra i provvedimenti più importanti da segnalare, vi sono quelli che favoriscono economicamente in modo massiccio il rientro dei kazaki dall'estero e la fuoriuscita dei russi a suo tempo qui immigrati. Grazie a queste iniziative nel giro di pochi anni l'etnia kazaka, da minoritaria che era, è divenuta maggioritaria.

### Politica estera
Il Kazakistan è membro dell'Organizzazione della cooperazione islamica (OIC), delle Nazioni Unite e dell'UNESCO dal 1992, OSCE, della Comunità degli Stati Indipendenti (CSI) e dell'Organizzazione mondiale del commercio (OMC). Il Kazakistan ha aderito al Trattato di non proliferazione nucleare nel 1993. Dal 1º gennaio 2015 è membro dell'Unione economica euroasiatica (UEE).
Nel 2018, il Kazakistan ha firmato il trattato delle Nazioni Unite sul divieto delle armi nucleari.
In questi anni ha svolto una politica estera basata sulla cautela e il pragmatismo: se da un lato ha puntato molto su relazioni di buon vicinato con la Russia aderendo all'UEE, dall'altro non ha affatto disdegnato collaborazioni sostanziali con altre potenze quali gli Stati Uniti, la Cina e l'Unione europea, aderendo all'OSCE, all'Organizzazione per la Cooperazione di Shanghai e al Partenariato Euro-Atlantico.
È tra i paesi fondatori della Conferenza sulle misure di interazione e rafforzamento della fiducia in Asia (CICA). Anche dal punto di vista militare, questo paese ha sottoscritto accordi sia con la Russia sia con gli Stati Uniti.

## Diritti umani

### Diritti civili
Il Kazakistan non riconosce alcuna forma di unione tra persone dello stesso sesso. La pena di morte è stata abolita il 5 giugno 2022 in seguito a un referendum nazionale.

## Economia

### Risorse
Il Kazakistan è la prima economia dell'Asia centrale, nonché il più importante produttore ed esportatore di petrolio nell'ambito della Comunità di Stati indipendenti (CSI).

Il paese possiede circa il 60% delle risorse minerarie dell'ex Unione Sovietica; vengono estratte grandi quantità di ferro nel bacino di Kustanaj nel nord-ovest, notevoli quantità di carbone nei dintorni di Karaganda ed Ekibastūz, e inoltre petrolio, metano e diversi metalli usati nell'elettronica, nell'ingegneria nucleare e nella missilistica.

L'Eni è uno dei più importanti partner privati del Kazakistan. Le relazioni con la compagnia petrolifera italiana risalgono al 1992, quando fu firmato il primo accordo di ripartizione della produzione del campo di Karachaganak, nel nord del paese, di cui dal 1997 l'Eni è operatore (insieme alla Shell) e da cui già estrae il petrolio con una licenza per quaranta anni.
Scoperto nel 1979 questo campo copre un'area di 450 km² e le compagnie si sono organizzate nel consorzio Karachaganak Petroleum Organization (KPO) che vede la partecipazione di: Eni e Shell (co-operatori al 32,5%), Chevron (20%) e la compagnia russa Lukoil (15%). Il progetto mira a espandere la produzione del campo, attiva dal 1984, dagli attuali 100 000 barili al giorno a più di 220 000 e ad aumentare la produzione di gas parallelamente.
Il Kazakistan ospita il 20% delle terre coltivate dell'ex URSS. Gran parte del nord fu trasformato in un unico campo di frumento dal programma delle Terre Vergini negli anni cinquanta. Nonostante lo scarso successo, il Kazakistan continua a coltivare un'incredibile quantità di frumento, pari a un terzo della produzione totale dell'ex URSS. Nelle aree coltivate del sud crescono frutta, ortaggi, tabacco, riso, canapa e cotone. Le aree più asciutte vengono usate per il pascolo stagionale di pecore, mucche, cavalli e cammelli.
Piantagioni di oppio sono presenti in diverse parti del Kazakistan. Prima che cessasse la produzione legale nel '91, le piantagioni del Şımkent erano l'unica risorsa sovietica per la produzione di medicinali oppiacei. Cannabis e oppio crescono soprattutto nella Valle di Čuj, nel centrosud dello Stato (circa 138 000 ettari di papaveri da oppio). Il programma governativo del Kazakistan contro il narcotraffico è cominciato, non senza difficoltà di attuazione, nel 1993.

#### Problemi e politiche
Dopo la disgregazione dell'URSS, il Kazakistan ha dovuto affrontare tutti i problemi che hanno colpito le repubbliche ex sovietiche: crollo dei sistemi di commercio e di distribuzione, inflazione senza controllo, mancanza di fondi per rinnovare gli impianti, esaurimento dei sussidi statali e crollo della produzione. Nel 1993 un terzo di un eccezionale raccolto di frumento fu perso a causa degli inadeguati metodi di mietitura, della mancanza di magazzini e dell'insufficienza dei trasporti.
Un altro problema è legato al fatto che molte delle più importanti aree industriali e agricole sono situate nel nord, popolato in prevalenza di Slavi.
La perdita di Slavi e Tedeschi qualificati e specializzati a causa dell'emigrazione è stata dannosa per l'economia del Kazakistan. La politica del governo per la rivitalizzazione dell'economia è stata coerente e si è basata sulla privatizzazione, sulla liberalizzazione dei prezzi e sull'apertura agli investimenti stranieri. Nel 1993 il Kazakistan ha introdotto la propria moneta, il tenge, che si è sganciata dalla parità nel 1992.

#### Privatizzazione
Gran parte dell'economia del Kazakistan, gestita esclusivamente dallo stato fino al 1991, è stata privatizzata, comprese le compagnie televisive, elettriche e petrolifere. Circa 17.000 aziende sono state vendute. Il settore privato è dominato da un piccolo gruppo di importanti compagnie con interessi diversificati, che vanno dalle attività finanziarie e di investimento a negozi e ristoranti, tutte con legami stretti, spesso di parentela, con il governo.
La privatizzazione della terra e dell'agricoltura è stata più lenta, poiché i kazaki temevano che ciò avrebbe consolidato il dominio coloniale russo e avrebbe distrutto i diritti terrieri storici delle orde e dei clan. Molti kazaki vivono ancora nelle vecchie fattorie collettive, in genere molto povere.
L'Astana Bank, terzo istituto di credito nel Paese, è stato acquisito nel 2007 dall'Unicredit.

## Cultura

### Arte
L'arte kazaka contemporanea si inserisce nella grande tradizione dell'arte islamica cui, dal XIX secolo, si sono via via aggiunti gli influssi di correnti occidentali soprattutto attraverso la mediazione della cultura russa zarista e, più tardi, sovietica (realismo socialista, "forme nazionali" d'arte ecc.). Dopo l'indipendenza seguita alla caduta dell'URSS, si sono accentuate le tendenze a rinsaldare i legami con la tradizione artistica islamica.

### Letteratura

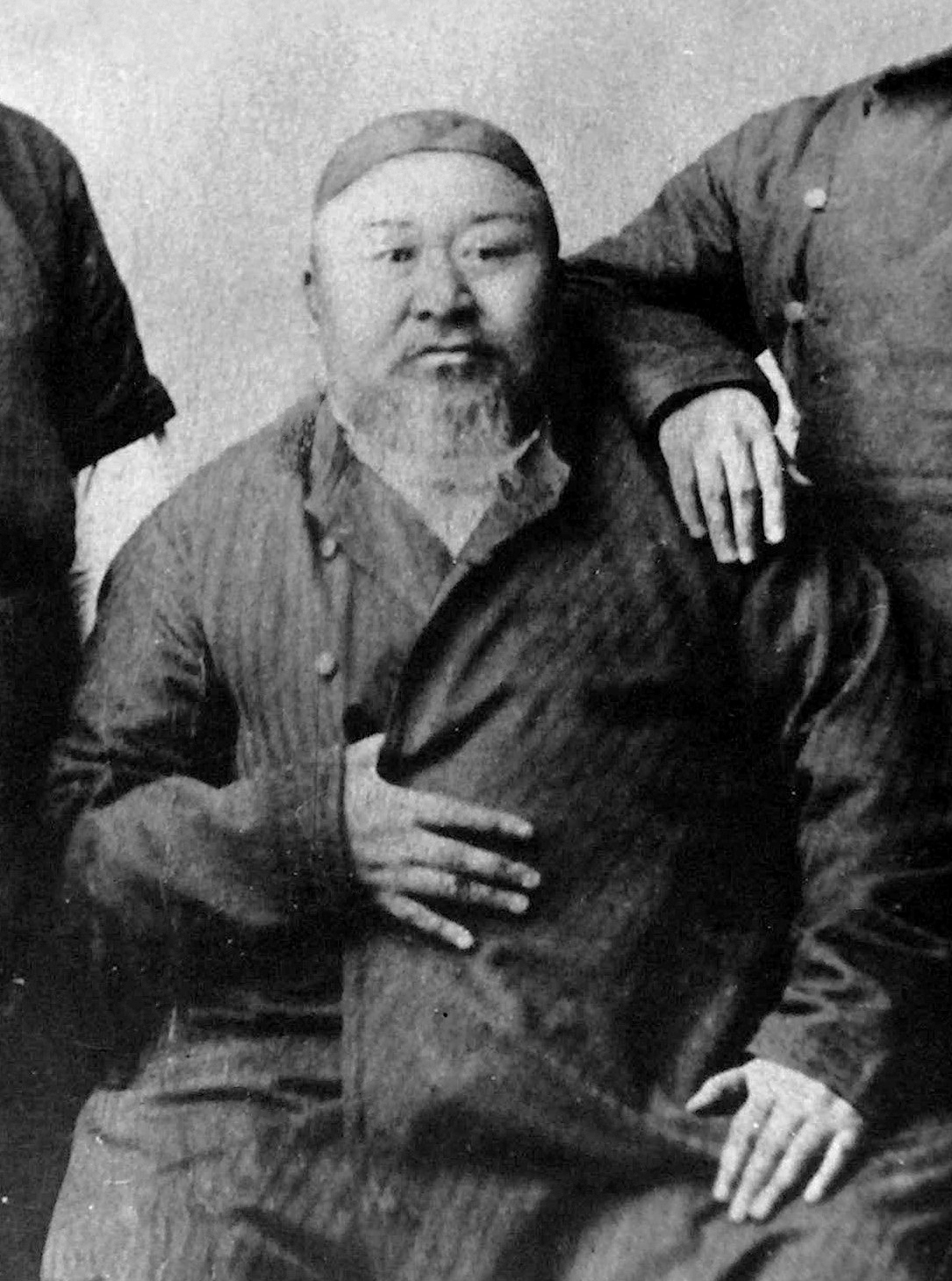
Abaj Kunanbaev.

Il bilinguismo (russo-kazako) tra gli scrittori è diffuso. Per quanto riguarda la letteratura in russo, questa s'inserisce nell'alveo della letteratura russa, in sostanza recependone moduli e generi, temi e motivi, e presentandosi fino a poco tempo fa come poco più di una variante regionale. Esiste una ricca letteratura orale trasmessa da cantastorie e narratori ambulanti, connessa col folklore turco e dell'Asia centrale, che affonda le origini nella tradizione popolare ed è fatta oggetto di studio sistematico solo a partire dal XIX secolo. Una letteratura colta in lingua kazaka comincia a svilupparsi solo in tempi moderni e trova il suo "creatore" nella figura di Abaj Kunanbaev (1845 - 1904), poeta e traduttore dal russo, vissuto nel periodo in cui il mondo kazako entra a far parte dell'Impero russo. Questo periodo, in cui avviene la prima acculturazione in chiave europeizzante, è segnato anche dallo sviluppo di nuovi fermenti ideali e religiosi legati al movimento islamico riformista-modernista dei jadidisti. In seguito alla Rivoluzione bolscevica del 1917, la lingua kazaka adotta l'alfabeto cirillico mentre la letteratura si adatta ai dettami estetici del realismo socialista e delle "forme nazionali" dell'arte. Emerge in questo periodo la figura dello scrittore e pubblicista Magjan Jumabaev (1893-1938). L'indipendenza seguita al crollo dell'URSS segna una presa di distanza dalla precedente pesante russificazione culturale nel tentativo di riconquistare una nuova identità che rivaluti da un lato i legami con il mondo ancestrale dei turchi della steppa e, dall'altro, quelli con la tradizione islamica.

#### Letterati famosi
- Khwaja Ahmad Yasavi (1106 - 1166), poeta e sufi
- Boukar J. Kalkaman (1668 - 1781), poeta
- Bukhar-zhirau Kalmakanov (1693 - 1789), poeta
- Ibrahim Altynsarin (1841 - 1889), scrittore
- Abaj Kunanbaev (1845 - 1904), poeta
- Jambyl Jabaev (1846 - 1945), poeta
- Shakarim Kudaiberbiev (1858 - 1931), poeta
- Alikhan Bokeikhanov (1866 - 1937), scrittore
- Akhmet Baytursinuli (1873 - 1937), poeta e scrittore
- Mirjaqip Dulatuli (1885 - 1935), poeta e scrittore
- Jusupbek Aimautov (1889 - 1931), scrittore
- Sultan Mahmud Toraygirov (1893 - 1920), poeta e scrittore
- Magjan Jumabaev (1893 - 1938), scrittore, pubblicista, fondatore della letteratura kazaka moderna
- Ilias Jansugurov (1894 - 1938), scrittore
- Beimbet Mailin (1894 - 1938), scrittore
- Saken Seifullin (1894 - 1939), poeta e scrittore
- Muhtar Auesov (1897 - 1961), scrittore
- Sabit Mukanov (1900 - 1973), poeta e scrittore
- Gabit Musrepov (1902 - 1985), scrittore, drammaturgo
- Gabiden Mustafin (1902 - 1985), scrittore
- Baurzhan Momyshuly (1910 - 1982), scrittore
- Ilyas Esenberlin (1915 - 1983), scrittore
- Muqagali Maqataev (1931 - 1976), akyn, poeta
- Qabdesh Jumadilov (1936), scrittore
- Oljas Suleimenov (1936), poeta
- Muhtar Shahanov (1942), scrittore
- Bakhytzhan Kanapyanov (1951), poeta
- Eldar Sattarov (1973), scrittore

### Teatro
Nella capitale Astana sono stati costruiti importanti teatri tra cui il più famoso è il Kazakhstan Central Concert Hall, progettato dall'architetto italiano Manfredi Nicoletti.

### Musica
Tipico genere musicale originario proprio del Kazakistan è il Q-pop.
La musica nel Kazakistan è tra le più "strumentali" del mondo, infatti non si serve solo di una quantità indefinita di percussioni ma anche accompagnamenti con diversi tipi di liuti, tra cui la dombra.

Un esempio di utilizzo della musica tradizionale dei nomadi kazaki si può trovare nell'opera Slow horizons del compositore israeliano Yuval Avital (per chitarra, ensemble tradizionale del Kazakistan di 12 musicisti, ballerini, un narratore e video) realizzata per il Nauryz 21 festival ad Almaty nel 2006.
Tra i cantanti kazaki che si sono distinti tra il XX e il XXI secolo ricordiamo Roza Rymbaeva, Dimaş Qūdaibergen e Daneliya Tuleşova, mentre tra i compositori ricordiamo Kurmangazy Sagyrbayuly.

### Filosofia
In ambito filosofico nota la figura di Al-Farabi (870 - 950).

### Cinema
In ambito cinematografico spiccano, tra gli altri, i registi Aqan Sataev e Sergej Dvorcevoj il cui film Tulpan - La ragazza che non c'era (2008), ha avuto diversi riconoscimenti internazionali. Nel 2008, inoltre, un film kazako è stato candidato per l'Oscar al miglior film straniero: si tratta di Mongol, del regista Sergej Vladimirovič Bodrov. Nel 2009, inoltre, un film kazako Kelin, diretto dal regista Ermek Tursunov è entrato nella Short-list dei nove candidati per l' Oscar al miglior film straniero

### Patrimonio mondiale dell'UNESCO
Il Kazakistan ha diversi siti iscritti nella lista dei patrimoni dell'umanità dell'UNESCO, tra cui: il Mausoleo di Khoja Ahmed Yasawi (2003), le Incisioni rupestri del paesaggio archeologico di Tamgaly (2004), Saryarka – Steppe e laghi del Kazakistan settentrionale (2008), Vie della Seta: la rete di percorsi del corridoio Chang'an-Tianshan (2014), Tien Shan occidentale (2016).

### Scienza e tecnologia

#### Il Kazakistan nello spazio
- 18 giugno 2006: viene lanciato KazSat-1, primo satellite spaziale kazako
- 2 settembre 2015: Ajdyn Aimbetov è il primo cosmonauta con cittadinanza kazaka a volare nello spazio.

## Sport
Gli sport più popolari in Kazakistan sono il calcio, l'hockey su ghiaccio, il ciclismo, il pugilato e il tennis.

### Arti marziali miste
Tra i più forti sportivi di arti marziali miste dell'epoca moderna troviamo Shavkat Rakhmonov, atleta di spicco della UFC.

### Ciclismo
Astana Pro Team, squadra ciclistica di cui ha fatto parte, sino al 2010, Alberto Contador. Altri ciclisti noti a livello internazionale che hanno militato nella squadra negli ultimi anni sono Aleksandr Vinokurov, ora general manager, e il siciliano Vincenzo Nibali, vincitore della Vuelta di Spagna 2010, del Giro d'Italia 2013 e 2016 e del Tour de France 2014, e Fabio Aru, che ha vinto la Vuelta del 2015. La squadra è formata principalmente da corridori kazaki e italiani. Il general manager è Giuseppe Martinelli.

### Pugilato
Anche nel pugilato il Kazakistan si è affermato in campo internazionale con campioni quali Gennadij Golovkin, che vinse il suo primo titolo mondiale WBA pesi medi nel 2010.

### Hockey su ghiaccio
Barys Astana, squadra che milita in Kontinental Hockey League, comunemente considerato il secondo campionato hockeystico al mondo dopo la NHL.

### Calcio
La nazionale di calcio del Kazakistan, al momento, non ha ottenuto importanti risultati in campo internazionale: ha avuto come capocannoniere Ruslan Baltıev con 13 reti.

### Calcio a 5
Il Qairat Almaty è la società più importante del paese. Ha vinto due Coppe UEFA nel 2013 e nel 2015.

### Tennis
La tennista kazaka Elena Rybakina può vantare un 3º posto come best ranking personale, nonché la vittoria in una prova dello Slam, ottenuta nell’edizione 2022 del Torneo di Wimbledon, 2 titoli nella categoria WTA 1000 e 5 nella categoria WTA 500. Kazaki sono anche i tennisti Julija Putinceva, vincitrice di 2 tornei WTA 250, e Aleksandr Bublik, aggiudicatosi due ATP 500.

### Giochi olimpici
Il primo oro olimpico per il Kazakistan fu conquistato nello sci di fondo,50 km, da Vladimir Smirnov, ai Giochi olimpici invernali di Lillehammer 1994. Smirnov, fra l'altro, sempre a Lillehamer 1994, aveva già conquistato una medaglia d'argento, nello sci di fondo 10 km inseguimento, che fu la prima medaglia olimpica vinta per il Kazakistan.

## Tradizioni

### Folclore
Oltre alla Mongolia, appartiene anche al folclore kazako la figura di Alma (o Almas), una leggendaria creatura che abita nelle montagne e che si tratterebbe di una forma di ominide la cui esistenza non è confermata dalla scienza.

### Gastronomia
Nella cucina nazionale, la carne di bestiame può essere cucinata in vari modi e viene generalmente servita con un vasto assortimento di prodotti tradizionali del pane. I rinfreschi includono spesso tè nero e bevande tradizionali derivate dal latte come ayran, shubat e kumis. Una cena tradizionale kazaka prevede una moltitudine di stuzzichini sul tavolo, seguiti da una zuppa e uno o due secondi piatti come pilaf e Bešbarmak. Bevono anche la loro bevanda nazionale, che consiste nel latte di cavalla fermentato.

## Festività nazionali
Festività d'importanza storica
| Data        | Nome                                    | Significato                                                                |
| ----------- | --------------------------------------- | -------------------------------------------------------------------------- |
| 7 gennaio   | Natale Ortodosso                        | Festa del Natale nella religione ortodossa                                 |
| 7 maggio    | Festa della Difesa della Patria         | Celebra la fondazione delle forze armate del Kazakistan                    |
| 30 agosto   | Giorno della Costituzione               | Celebra l'adozione della Costituzione del Kazakistan, nel 1995             |
| 16 dicembre | Giorno dell'indipendenza del Kazakistan | Festa nazionale: celebra l'indipendenza del Kazakistan dall'URSS, nel 1991 |